# L'uomo che piantava gli alberi
L'uomo che piantava gli alberi (titolo originale: L'homme qui plantait des arbres), conosciuto anche come La storia di Elzéard Bouffier è un racconto allegorico di Jean Giono, pubblicato nel 1953.
È la storia di un pastore (poi apicoltore) che, con impegno costante, riesce a riforestare da solo un'arida vallata ai piedi delle Alpi francesi (vicino alla Provenza, nei pressi del villaggio di Vergons) nella prima metà del XX secolo.

## Trama
La storia ha inizio nel 1913, quando il giovane narratore intraprende una camminata sulle pendici provenzali delle Alpi. Il narratore finisce le scorte d'acqua mentre si trova in una vallata deserta e senza alberi, dove cresce solo lavanda selvatica, senza alcun segno di civilizzazione, eccetto un villaggio ormai abbandonato, con strutture diroccate e la fonte secca. Il ragazzo incontra un pastore assieme al suo gregge di pecore, che gli offre l'acqua della sua borraccia. Tale pastore viene descritto come un individuo piuttosto silenzioso, e ospita il giovane narratore nella sua casa. Nella giornata successiva il narratore lo segue nelle sue attività. Scopre che egli pianta ogni giorno 100 ghiande e ne ascolta la storia: divenuto vedovo, ha deciso di migliorare il luogo desolato in cui vive facendovi crescere una foresta, un albero per volta. Il suo nome è Elzéard Bouffier, ha 55 anni, si è ritirato sui monti e ha piantato in 3 anni 100.000 ghiande. Si aspetta che ne nascano 10.000 querce.
Dopo questo incontro, il narratore combatte come soldato di fanteria nella prima guerra mondiale.
Dopo il congedo, torna negli stessi luoghi nel 1920, sorprendendosi alla vista della trasformazione del paesaggio, con alberi ormai alti, non solo querce ma anche faggi e betulle, nelle zone più umide. L'acqua scorre nuovamente nei ruscelli una volta secchi, e la foresta raggiunge ormai un'estensione di 11km. Ritrova anche Elzéard Bouffier, divenuto apicoltore, che continua a visitare ogni anno.
Elzéard Bouffier continua a piantare alberi e la foresta continua negli anni successivi ad estendersi. Le popolazioni vicine si accorgono della trasformazione, ma la attribuiscono a fattori naturali. Nel 1935 la nuova foresta viene visitata da una delegazione governativa e viene messa sotto la protezione dello Stato. Dopo la seconda guerra mondiale, in seguito alla trasformazione del paesaggio, anche il villaggio abbandonato viene nuovamente popolato e sorge nuova vita nei dintorni, e la gente in zona deve gran parte della sua felicità a Elzéard Bouffier.
Il racconto si conclude con la notazione della morte serena in una casa di riposo di Elzéard Bouffier nel 1947.

## Una storia vera?
Il racconto è così toccante che molti lettori hanno creduto che Elzéard Bouffier fosse un personaggio realmente esistito e che il narratore fosse Jean Giono stesso, e che quindi la storia fosse in parte autobiografica. Infatti si suppone che l'autore abbia vissuto proprio nel periodo in cui è ambientata la narrazione. L'autore ha spiegato, in una lettera del 1957 a un rappresentante della città di Digne: «Mi dispiace deludervi, ma Elzéard Bouffier è un personaggio inventato. L'obiettivo era quello di rendere piacevoli gli alberi, o meglio, rendere piacevole piantare gli alberi.»
Nella lettera descriveva come il libro fosse stato tradotto in una moltitudine di lingue, distribuito gratuitamente e divenuto un successo. Aggiunse anche che, sebbene non gli avesse fatto guadagnare nemmeno un centesimo, era stato uno dei testi di cui andava maggiormente fiero.
Un caso simile realmente accaduto è quello di Ambroz Haračić che, da pensionato, piantò nelle pietraie tutti i pini dell'isola di Lussino, trasformandola nel luogo turistico attuale. I concittadini riconoscenti gli dedicarono una statua ora posta nella baia di Cikat. 

## Adattamenti

### Cinema
Nel 1987, Frédéric Back adattò la trama del racconto creandone un cortometraggio. L'uomo che piantava gli alberi vinse numerosi premi, fra cui il Premio Oscar per il miglior cortometraggio d'animazione.

### Teatro
Nel 2006, il racconto fu adattato per il teatro da Richard Medrington, e venne poi messo in scena nei teatri di Edimburgo, in Scozia.
Nel 2024, il Museo internazionale delle marionette Antonio Pasqualino coproduce con l'A.C. Circo dell'avvenire una versione teatrale con tecniche del cinema di animazione a cura di Marianna Giuliana e musiche originali a cura di Maurizio Curcio e la narrazione di Anton Giulio Pandolfo.  

### Musica
Nel 2003, I ratti della Sabina hanno tratto una canzone dal racconto di Jean Giono, chiamata appunto L'uomo che piantava alberi  come il titolo del libro.
Nel 1990, il sassofonista Paul Winter ha pubblicato il lavoro The Man Who Planted Trees col gruppo Paul Winter Consort.

## Edizioni italiane
- L'uomo che piantò la speranza e crebbe la felicità, traduzione di Luigi Spagnol, Collana Prosatori n.56, Milano, Scheiwiller, 1958-1995, ISBN 978-88-444-1391-0.
- L'uomo che piantava gli alberi, traduzione di L. Spagnol, Milano, Salani, 1996, ISBN 978-88-778-2479-0.